# リーガルアライアンス
リーガルアライアンスとは、主として鳥取県の法律事務所からなる法律事務所の連合体である。所属する法律事務所は、その名称を｢リーガルアライアンス　○○法律事務所｣とする。

## 沿革
- 2004年（平成16年）10月16日　鳥取市に鳥取ひまわり基金法律事務所（公設事務所）を開設。
- 2005年（平成17年）4月　米子市にアザレア法律事務所を開設。
- 2007年（平成19年）1月 鳥取ひまわり法律事務所とアザレア法律事務所が協力関係を構築。それぞれの名称を、｢リーガルアライアンス鳥取ひまわり法律事務所｣｢リーガルアライアンスアザレア法律事務所｣に改称。
- 2007年（平成19年）9月　倉吉市にリーガルアライアンス倉吉ひかり法律事務所を開設。リーガルアライアンス鳥取ひまわり法律事務所を、「リーガルアライアンス鳥取あおぞら法律事務所」に改称。
- 2008年（平成19年）8月　東京都杉並区荻窪にリーガルアライアンス東京西法律事務所を開設。

## リーガルアライアンス鳥取あおぞら法律事務所
日弁連などによる支援の下、弁護士過疎の解消を目的として設立された。所属弁護士は4名（2008年（平成20年）11月1日現在）。
- 所在地　鳥取市元魚町 2-105 アイシンビル 5階

## リーガルアライアンス米子アザレア法律事務所
所長の杉山尊生によりうさぎ六法という連載がホームページ上で行われていた。所属弁護士は2名（2008年（平成20年）11月1日現在)。
- 所在地　鳥取県米子市加茂町2-112　リツリンビル 2階

## リーガルアライアンス倉吉ひかり法律事務所
所属弁護士は2名（2008年（平成20年）11月1日現在）。
- 所在地　鳥取県倉吉市駄経寺町2-5 牧田ビル2階